# Sofija Rotaru
Sofija Mihajlovna Evdokimenko-Rotaru (russisk: София Михайловна Евдокименко-Ротару, ukrainsk: Софiя Ротару), kendt som Sofija Rotaru, (født 7. august 1947) er en af de mest indflydelsesrige kvindelige popstjerner i verden, overvejende i Østeuropa og den forhenværende Sovjetunion.
Hun er fra en moldavisk æt, Rotaru betyder "dreje sig" efter hendes fordrømmelse. Hun synger hovedsagelig på russisk og ukrainsk.

## Diskografi
- 1972 Chervona Ruta
- 1973 Poet Sofia Rotaru
- 1974 Sofia Rotaru (aka Ballada o skripkakh)
- 1976 Sofia Rotaru (aka Lebedinaya vernost)
- 1977 Sofia Rotaru poet pesni Vladimira Ivasyuka
- 1978 Sofia Rotaru (aka Rodina moya)
- 1979 Tolko tebe
- 1981 Where Has Love Gone?
- 1981 Sofia Rotaru and Chervona Ruta
- 1985 Tender Melody
- 1987 Monologue of Love
- 1987 Lavanda
- 1988 Heart of Gold
- 1991 Caravan of Love
- 1995 Khutoryanka
- 1998 Lyubi menya
- 2002 Ya tebya po-prezhnemu lyublyu
- 2004 Nebo – eto ya
- 2005 Ya zhe yego lyubila
- 2008 Ya – tvoya lybov'!
- 2010 Ya ne oglyanus